# Catathrénie
La catathrénie est un trouble du sommeil bénin, faisant partie des parasomnies.
Les sujets atteints de catathrénie sont pris de gémissements, de grognement ou autres vocalisations nocturnes. Ces vocalisations surviennent à l'expiration, préférentiellement durant le sommeil paradoxal. Les gémissements surviennent par périodes de quelques minutes pouvant se répéter plusieurs fois par nuit et ne laissent, le plus souvent, aucun souvenir au dormeur. Le trouble peut apparaître dans l'enfance et persister chez l'adulte.
Ils peuvent occasionner une gêne sociale importante par leur caractère inquiétant ou parfois ambigu évoquant un rapport sexuel. Les crises de catathrénie sont surtout dérangeantes pour les partenaires de sommeil.
Les causes de la catathrénie sont encore floues, mais pour certains chercheurs, ces crises pourraient être dues à un rétrécissement des voies respiratoires. Pour d’autres, ceci pourrait être lié à la taille de la mâchoire.
Les examens réalisés ne montrent pas d'anomalies laryngées, des cordes vocales ni de trouble ventilatoire nocturne. Il n'y a pas de retentissement sur la vigilance diurne (qui se produit le jour).
Le traitement repose sur des règles d'hygiène du sommeil - comme se réveiller à l'heure habituelle et ne pas faire de grasse matinée - et parfois sur l'utilisation de médicaments qui modifient la profondeur du sommeil. Un traitement possible serait la « PPC » : la pression positive continue. L’appareil utilisé envoie un léger flux d’air dans un masque que la personne porte durant la nuit et maintient ses voies respiratoires ouvertes.

## Sources
1. 1 2  « Catathrénie : Découverte du Grognement Nocturne », sur inphysiofr (consulté le 2 juin 2024)

- M. Billiard, Y. Dauvilliers, Les troubles du sommeil, Masson éditeur.